# Vuorisaari (ö i Södra Savolax, Nyslott, lat 61,62, long 29,21)
Vuorisaari är en ö i Finland. Den ligger i sjön Pihlajavesi och i kommunen Nyslott i  landskapet Södra Savolax, i den sydöstra delen av landet, 280 km nordost om huvudstaden Helsingfors. Öns area är 1,3 hektar och dess största längd är 220 meter i sydöst-nordvästlig riktning.